# Pareudesmoscolex verrucosus
Pareudesmoscolex verrucosus is een rondwormensoort uit de familie van de Desmoscolecidae. De wetenschappelijke naam van de soort is voor het eerst geldig gepubliceerd in 1962 door Weischer.